# Oxynoemacheilus galilaeus
Oxynoemacheilus galilaeus es una especie de peces de la familia Balitoridae en el orden de los Cypriniformes.

## Distribución geográfica
Se encuentran en Asia: lagos  Tiberíades,  Hula y  Muzairib ( cuenca del río jordano ).

## Hábitat
Es un pez de agua dulce y de clima tropical.